# Sư đoàn 324, Quân đội nhân dân Việt Nam
Sư đoàn 324, phiên hiệu Sư đoàn Ngự Bình là một trong những Sư đoàn của Quân khu 4, Quân đội nhân dân Việt Nam.

## Lịch sử
Các đơn vị tiền thân của Sư đoàn 324 là các đơn vị từng tham gia kháng chiến chống Pháp trên địa bàn Liên khu 5, nay là Quân khu 5 bao gồm hầu hết các tỉnh Tây Nguyên và Duyên hải Nam Trung Bộ. Đây là chiến trường khó khăn về kinh tế, bị quân đội Pháp bao vây, cách xa Trung ương, nhưng lại có vị trí chiến lược rất quan trọng. Dưới sự lãnh đạo của tướng Nguyễn Chánh, từ năm 1946 đến năm 1954, lực lượng vũ trang Liên khu 5 đã giữ và tiến công chiếm giữ được nhiều địa bàn quan trọng Kom Tum, bắc Gia Lai, nam Quảng Nam, Quảng Ngãi, Bình Định, Phú Yên, bắc Khánh Hòa.
Sau chiến dịch Điện Biên Phủ, Hiệp định Genève được ký kết. Theo đó, các lực lượng vũ trang của Liên khu 5 được rút về tập kết tại miền Bắc. Sư đoàn 324 được thành lập tại xã Triêu Dương, huyện Tĩnh Gia, tỉnh Thanh Hóa ngày 1 tháng 7 năm 1955. Đây là một trong hai sư đoàn của Liên khu 5 (Sư đoàn còn lại là Sư đoàn 305, sau là đơn vị nhảy dù đầu tiên của Không quân Nhân dân Việt Nam). Ngày sau khi thành lập, Sư đoàn 324 được cử công tác giữ vững trị an ở Thanh Hóa, điển hình là ổn định trận tự ở huyện Quỳnh Lưu, có 1 chiến sĩ hy sinh. Đây là vụ "bạo loạn" do Phan Quang Đông, lãnh đạo của mạng lưới điệp viên của Ngô Đình Diệm, chỉ đạo. Sau đó Sư đoàn 324 đóng quân tại Nghệ An. Một bộ phận sư đoàn tách ra thành Văn công Sư đoàn 324. Năm 1957, theo chỉ thị của Tổng cục Chính trị, Văn công 305, Văn công 324, Văn công Trung đoàn 120 (Tây Nguyên) sáp nhập và giữ phiên hiệu Đoàn Văn công Bộ đội Liên khu 5, đặt dưới sự lãnh đạo của Bộ Tư lệnh Sư đoàn 324.
Đến tháng 6 năm 1961, Sư đoàn 324 chuyển thành Lữ đoàn 324, tham gia bảo vệ tỉnh Nghệ An trong cuộc tiến công miền bằng bằng không quân và hải quân của Quân đội Mỹ. Sư đoàn đã phối hợp với quân dân Nghệ An đánh 125 trận, bắn hạ 47 máy bay. Đến tháng 5 năm 1965, Sư đoàn 324 được tái lập và được cử vào nam, trở thành sư đoàn chủ lực đầu tiên của quân khu 4 mở mặt trận đường 9 Bắc Quảng Trị.
Trong Tổng tiến công và nổi dậy mùa xuân năm 1975, Sư đoàn 324 trực thuộc Quân đoàn 2 tham gia giải phóng Huế- Đà Nẵng, không tham gia tiến công giải phóng Sài Gòn. Sau kháng chiến chống Mỹ, Sư đoàn 324 trở về trực thuộc Quân khu 4.

## Tổ chức
Tổ chức của Sư đoàn 324  bao gồm:
- Bốn cơ quan:

- Phòng Tham mưu
Tham mưu trưởng: Đạ tá Phạm Lê Tuấn
Phó Tham mưu trưởng: Trung tá Nguyễn Ngọc Tứ
Phó Tham mưu trưởng: Thượng tá Nghiêm Quốc Hùng
Phó Tham mưu trưởng: Trung tá Lưu Việt Hà
- Phòng Chính trị
Chủ nhiệm: Thượng tá Nguyễn Giang Nam
Phó Chủ nhiệm: Thượng tá Nguyễn Thanh Quang
Phó Chủ nhiệm: Thượng tá Phan Văn Dũng
- Phòng Hậu cần
Chủ nhiệm: Thượng tá Nguyễn Quang Thành
Phó Chủ nhiệm: Trung tá Đào Công Thắng
- Phòng Kỹ thuật 
Chủ nhiệm: Trung tá Hồ Thái Sơn
- Ba Trung đoàn Bộ binh:

- Trung đoàn Bộ binh 1 đóng quân ở huyện Đô Lương tỉnh Nghệ An
Trung đoàn trưởng: Trung tá Lưu Việt Hà
Chính ủy: Trung tá Đặng Văn Danh
- Trung đoàn Bộ binh 335 đóng quân ở huyện Anh Sơn tỉnh Nghệ An
Trung đoàn trưởng: Trung tá Trần Vũ Đức Thắng
Chính ủy: Thượng tá Hoàng Nghĩa Phú
- Trung đoàn Bộ binh 3 đóng quân ở huyện Triệu Sơn tỉnh Thanh Hóa
Trung đoàn trưởng: Trung tá Nguyễn Công Lương
Chính ủy: Trung tá Ngô Trí Xuân
- Các tiểu đoàn trực thuộc:

- Tiểu đoàn 14 Cối 100mm
- Tiểu đoàn 15 SPG-9
- Tiểu đoàn 16 SMPK 12.7mm
- Tiểu đoàn 17 Công binh
- Tiểu đoàn 18 Thông tin
- Tiểu đoàn 24 Quân y
- Tiểu đoàn 25 Vận tải
- Các đại đội trực thuộc:

- Đại đội 19 Hoá học
- Đại đội 20 Trinh sát
- Đại đội 23 Cảnh vệ
- Đại đội 26 Sửa chữa
- Đại đội 29 Kho

## Lãnh đạo hiện nay
- Sư đoàn trưởng: Đại tá Nguyễn Thao Trường (sinh năm 1975)
- Chính ủy: Đại tá Nguyễn Huy Long (sinh năm 1980)
- Phó sư đoàn trưởng - TMT: Đại tá Phạm Lê Tuấn (sinh năm 1979)
- Phó Sư đoàn trưởng: Đại tá Trần Mạnh Quân (sinh năm 1975)
- Phó Chính ủy: Đại tá Trương Trung Dũng (sinh năm 1976)

## Chiến dịch/Trận đánh tiêu biểu
- Trận núi A Bia
- Chiến dịch Đường 9-Khe Sanh
- Chiến dịch Trị Thiên
- Trận Cô Pung
- Chiến dịch Hồ Chí Minh

## Sư đoàn trưởng qua các thời kỳ
Nguyễn Văn Học, Thiếu tướng, nguyên Phó Tư lệnh Quân khu 4(2006-2013)
Hồ Ngọc Tỵ, Thiếu tướng, nguyên Phó Tư lệnh kiêm TMT Quân khu 4 (2008-2013)
-2007, Trần Hữu Tuất, Thiếu tướng, nguyên Phó Tư lệnh Quân khu 4 (2009-2016)
Vũ Xuân Việt (Đại tá)
-7.2017, Lê Tất Thắng, Thiếu tướng, Phó tham mưu trưởng Quân khu 4 (7.2017-1.2021), hiện là Phó Tư lệnh Quân khu 4 (1.2021- nay)
7.2017- 12.2019, Lê Hồng Nhân, Thiếu tướng, Chỉ huy trưởng Bộ CHQS tỉnh Hà Tĩnh (2020-9.2022), hiện là Phó Tư lệnh TMT Quân khu 4 (10.2022- nay)
12.2019-11.2022, Hoàng Duy Chiến, Đại tá, hiện là Phó Tham mưu trưởng Quân khu 4
11.2022-nay, Nguyễn Thao Trường, Đại tá

## Chính ủy qua các thời kỳ
2012- 2013, Trần Võ Dũng, Thiếu tướng (2016), Trung tướng (2020), Chủ nhiệm Chính trị Quân khu 4 (2013- 2016), Chính ủy Quân đoàn 2 (10.2016- 11.2017), Chính ủy Quân khu 4 (11.2017- nay)
2013- 2018, Trịnh Văn Hùng, Thiếu tướng (2020), Phó Chủ nhiệm Chính trị Quân khu 4 (2018- 2019), Phó Cục trưởng Cục Tuyên huấn (2019- 2020), Chánh Văn phòng Tổng cục Chính trị (2020-10.2022), Chủ nhiệm Chính trị Quân khu 4 (11.2022-nay)
2018- 6.2020, Đoàn Xuân Bường, Đại tá, Phó Chủ nhiệm Chính trị Quân khu 4 (6.2020-11.2022), Phó Chính uỷ Quân khu 4 (11.2022-nay)
6.2020- 3.2024, Lưu Quyết Thắng, Đại tá